# Михальов Ілля Русланович
Ілля Русланович Михальов (нар. 31 липня 1990, Макіївка, Донецька область, УРСР) — український футболіст, нападник. Також має російське громадянство.

## Біографія
Вихованець донецького «Шахтаря». На дитячому рівні грав за цю команду з 2003 року і повністю пройшов усі сходинки Академії. В дорослому футболі дубютував за третю команду «гірників» у другій лізі, в якій провів два сезони.
Влітку 2009 року на правах оренди перейшов у донецький «Металург», проте за основну команду так і не зіграв, провівши лише 16 матчів, в яких забив 4 голи за молодіжну команду, після чого на початку 2010 року перейшов на правах оренди в іншу донецьку команду — «Олімпік», що виступала у другій лізі.
Влітку 2010 року на правах вільного агента перейшов у пермський «Амкар». У російській Прем'єр-лізі за півтора року Михальов зіграв 26 матчів, у яких забив 4 голи, зокрема, у ворота пітерського «Зеніта», московського «Спартака» та «Анжи».
22 лютого 2012 року Михальов повернувся в Україну, підписавши контракт на п'ять років з львівськими «Карпатами». 31 березня 2012 року Михальов дебютував в Прем'єр-лізі в матчі проти «Оболоні», вийшовши у стартовому складі. Проте заграти у складі «левів» не зміг, програвши конкуренцію Лукасу та Олександру Гладкому, тому здебільшого виступав за молодіжну команду.
Влітку 2012 року був відданий на півроку в оренду в першолігову «Олександрію», де став основним гравцем і до кінця року провів 16 матчів у чемпіонаті. А після завершення оренди, на початку 2013 року був відданий в оренда до кінця сезону в російські «Хімки».
Влітку 2013 року, майже відразу після повернення до «Карпат», був відданий в оренду на сезон в інший російський клуб — «Промінь-Енергія», який виступав у Першості ФНЛ. За першу половину сезону відіграв у чемпіонаті 20 матчів, забивши 5 голів, що дозволило йому стати найкращим бомбардиром клубу. Проте на початку 2014 року на правах оренди перейшов в «Нафтохімік», який виступав в тому ж дивізіоні.
2 квітня 2016 року стало відомо, що Михальов виступатиме за казахстанський «Актобе», але того ж року повернувся до Росії, ставши гравцем клубу «Промінь-Енергія».
В липні 2017 року підписав однорічний контракт з донецьким «Олімпіком», за який вже виступав раніше, але вже в грудні залишив клуб.

### Збірна
У 2006—2007 роках виступав за збірну України віком до 17 років, у складі якої брав участь у чемпіонаті Європи 2001 року серед однолітків.
2011 року провів три матчі у складі молодіжної збірної України.